# Lin Bai
Lin Bai (xinès simplificat: 林白, pinyin: Lín Bái; Beiliu, Guanxi, 1958) és una escriptora, guionista i poeta xinesa.

## Biografia
Lin Bai és el nom de ploma de Lin Baiwei, va néixer l'any 1958 a Beiliu, província de Guangxi (Xina).
Durant la Revolució Cultural va passar dos anys en un racó remot de Guangxi, ensenyant a l'escola de la seva brigada de producció. Després, quan les universitats van reobrir el 1978, va aprovar el "gaokao" i va poder ingressar a la Universitat de Wuhan on va estudiar biblioteconomia. En acabar els seus estudis, l'any 1982, va obtenir una plaça a la Biblioteca Provincial de Guangxi a Nanning. Del 1985 al 1990, va treballar com a editora i guionista al departament literari del Guangxi Film Studio, una experiència que la va inspirar a escriure un llibre sobre els personatges que s'hi trobaven.
A principis de la dècada de 1990, es va traslladar a Pequín, on es va incorporar a la redacció del diari Chinese Cultural News (中国文化报).

### Carrera literària
Va començar a escriure poesia als 19 anys. Però la seva primera experiència editorial va ser un desastre: un dels quatre poemes publicats a la revista Guangxi Literature (广西文学) va ser plagiat. Ella mateixa va ser és acusada de plagi i va deixar d'escriure un cert temps.
Lin Bai és representativa de la tendència descrita com a "escriptura autobiogràfica", o també "escriptura privada" (私人写作), "escriptura personal" ("个人化写作") o "escriptura corporal" (身体写作) que es va desenvolupar a partir de mitjans dels anys noranta. També se la situat comuna l'autora pionera en tractar l'homoerotisme en les seves obres, especialment a 一个人的战争 (A War of One's Own).
En un dels seus primers contes, "La faldilla negra" (《黑裙》), un conte publicat el desembre de 1988 a la revista Shanghai Literature (上海文学), evoca un record familiar del període de la reforma agrària; descriu –des d'un punt de vista femení– com la seva àvia materna, amb la seva típica faldilla negra dels estudiants del Moviment del Quatre de Maig, va haver d'amagar el seu passat per pressió política, amb el marit condemnat per ser acusat de terratinent.
El caràcter autobiogràfic també forma part del conte "Els ulls a la paret" (墙上的眼睛), publicat el novembre de 1994 a la revista Literatura per a joves (青年文学), on evoca el record fragmentari d'una infància infeliç vinculada a la mort del seu pare. Pel fet que anès a viure a Pequín, també se la identificat com a precursora del moviment "north wandering" (北漂) que és un altre tema que inclou en les seves novel·les.
En el seu moment parlar de la sexualitat femenina va provocar molta controvèrsia, però com va dir l'escriptora Xu Kun " Era, però, un pas necessari perquè hem estat massa temps en silenci". Alguns crítics consideren que cal mantenir una visió menys restrictiva de l'obra de Lin Bai i apreciar que és una obra molt més complexa, que ha evolucionat molt.
A partir de l'any 2000 Lin va canviar d'estil i va publicar obres amb menys caràcter autobiogràfic, com "Everything Blossoms" (万物花开) i (妇女闲聊录), encara que després tornés al terreny més autobiogràfic.

## Obres destacades
| Any  | Títol xinès      | Títol anglès ó francès                                         |
| ---- | ---------------- | -------------------------------------------------------------- |
| 1993 | 玫瑰过道         | The Roses Passageway                                           |
| 1993 | 回廊之椅         | La chaise dans la loggia                                       |
| 1995 | 一个人的战争     | A personal War ó A War of One's Own                            |
| 1995 | 青苔             | Musk                                                           |
| 1995 | 致命的飞翔       | Fatal Flight                                                   |
| 1995 | 子弹穿过苹果     | The Bullet across the Apple                                    |
| 1996 | 守望空心岁月     | Au fil des années vides                                        |
| 1997 | 说吧，房间       | Speaking, My Room                                              |
| 1999 | 米缸             | The Rice Jar                                                   |
| 1999 | 纸上的蚂蚁       | La fourmi sur le papier                                        |
| 2000 | 玻璃虫           | Les insectes de verre                                          |
| 2001 | 枕黄记           | Notes de voyage le long du fleuve Jaune                        |
| 2001 | 日午             | Midi                                                           |
| 2001 | 猫的激情时代     | L’époque de la passion pour les chats                          |
| 2002 | 枪，或以梦为马   |                                                                |
| 2003 | 同心爱者不能分手 | Impossible de se séparer pour des amants en symbiose           |
| 2003 | 万物花开         | Everything Blossoms                                            |
| 2005 | 妇女闲聊录       | Chronique de bavardages de femmes .Hi ha traducció al castellà |
| 2006 | 春天，妖精       | Printemps, charme ensorcelant                                  |
| 2006 | 女性八卦记录     | The Records of Women's Gossip                                  |
| 2007 | 致一九七五       | Salut à l’année 1975                                           |
| 2007 | 瓶中之水         | L’eau dans le vase                                             |
| 2011 | 长江为何如此远   | Pourquoi le Yangtsé est-il si loin ?                           |
| 2013 | 北去来辞         | The Chronicle of My Life in the North                          |
| 2020 |                  | The Lockdown Poems: The Road to the Crematorium                |